# 帕特南萊克 (紐約州)
帕特南萊克（英語：Putnam Lake）是位於美國紐約州帕特南縣的普查規定居民點。

## 人口
根據2020年美國人口普查的數據，帕特南萊克的面積為12.88平方千米，當中陸地面積為11.79平方千米，而水域面積為1.09平方千米。當地共有人口3776人，而人口密度為每平方千米293.17人。